# Політична еліта
Політи́чна елі́та — внутрішньо-єдина соціальна сукупність осіб, яка складає меншість, але виступає суб'єктом підготовки та прийняття важливих стратегічних рішень у сфері політики.

## Загальна характеристика
Політичну еліту характеризує:
- близькість цінностей (ціннісна шкала);
- причетність до влади (незалежно від способу входження у владу);
- наявність політичного ресурсного потенціалу;
- спосіб легітимізації влади (він обумовлює механізми виробки та прийняття політичних рішень, їх трансляції на рівень масової свідомості).

Як чітка система поглядів теорія еліти розроблена на початку XX століття Вільфредо Парето, Гаетано Москою, Робертом Міхельсом. Окремі напрямки теорії опрацювали Хосе Ортега-і-Гассет, Арнольд Тойнбі, Йозеф Шумпетер, Карл Маннгейм, Чарльз Райт Міллс, Гарольд Ласвелл та ін.

### Функції еліти
- стратегічна
- організаційна
- соціального моніторингу
- інтегративна

## Типи політичних еліт
Політичні еліти поділяються багатьома способами.
1. За способом формування: відкрита (вибори), закрита
2. Авторитарна, тоталітарна, демократична, ліберальна
3. За видами політичної діяльності: державна, муніципальна, еліта громадських організацій
4. Владна еліта, опозиційна еліта та контреліти.

## Виділення політичної еліти
Розрізняють три способи виділення політичної еліти:
- позиційний, який полягає у визначенні ступеня політичного впливу тієї чи іншої особи на основі позиції, яку вона займає в системі влади
- репутаційний, оснований на рейтингу політика серед інших людей у владі
- за дієвістю — визначається, виходячи з участі у прийнятті стратегічно важливих рішень.